# Von Von
Von Von, pseudonimo di Yvon Krevé (...), è un rapper canadese.
È un artista hip hop di lingua francese.
Il suo disco di debutto, L'accent grave, è salito in cima alle classifiche di vendita del Québec ed è stato nominato per l'ADISQ hip-hop award nel 2001. Il singolo tratto da questo album, intitolato "Yvon Krevé", ha raggiunto la posizione numero uno nel programma di hit list nella maggiore rete canadese francofona (Décompte MusiquePlus).  Archiviato il 27 settembre 2007 in Internet Archive.

## Discografia
- 6 giugno 2000: L'accent grave
- 18 marzo 2003: Quand j'rap pas
- 25 ottobre 2005: Von Von Le vet